# 乔治·迪琴塔
乔治·迪琴塔（義大利語：Giorgio Di Centa，1972年10月7日—），意大利男子越野滑雪运动员。他曾代表意大利参加1998年、2002年、2006年、2010年和2014年冬季奥林匹克运动会越野滑雪比赛。